# This Is Serious Mum
This Is Serious Mum (срп. Ово је озбиљно, мајко) је први албум групе ТИЗАМ , издат 1985. године.

## Списак Песама
1. Божић порука на радио-станице 3ПБС од Рон Хитлер-Бараси
2. поглавља 1, 2 и 3